# محاصره کارتاخنا
محاصرهٔ کارتاخنا (به ایتالیایی: assedio di Cartagena) یکی از نبردهای دومین جنگ کارتاژ بود که منجر به تصرف مهم‌ترین شهر اسپانیایی امپراتوری کارتاژ یعنی کارتاخنا توسط جمهوری روم شد و به‌گفته تیتوس لیویوس در سال ۲۱۰ پیش از میلاد و از دید پولیبیوس در ۲۰۹ ق. م رخ‌داده‌است. این نبرد اولین شاهکار شیپیو آفریکانوس در اسپانیای تحت‌سلطه کارتاژ بود.

## زمینه تاریخی
در ابتدای سال ۲۱۱ پیش از میلاد، از اسپانیا خبرهای ناراحت‌کننده‌ای به روم رسید که می‌گفت برادران پوبلیوس کورنلیوس شیپیو و گنایوس کورنلیوس شیپیو ــ فرماندهان نیروهای رومی مستقر در اسپانیا ــ پس از حدود هشت سال (از ۲۱۸ ق. م) جنگ در اسپانیا، در نبرد بایتیس علیا دربرابر ارتش عظیم‌تر کارتاژ شکست خورده و کشته شده‌اند. پولیبیوس تاریخ‌نگار رومی می‌افزاید که این شکست بیشتر به‌سبب خیانت سلتیبری‌ها و بی‌احتیاطی برادران شیپیو در اعتماد بیش‌از حد به اتحاد با این قبیله به‌وقوع پیوست. ادامه حضور رومیان در اسپانیا با این شکست ممکن نمی‌شد مگر با ابتکار لوسیوس مارکیوس که توانست نیروهای بازمانده را سازماندهی نموده و از پیشروی بیشتر کارتاژی‌ها جلوگیری کند. اینچنین بود که ارتشی جدید تحت فرماندهی گایوس کلودیوس نرو (فاتح آینده نبرد متاروس) از ایتالیا به اسپانیا فرستاده شد.
در پایان ۲۱۱ پیش از میلاد، سنا و مردم روم تصمیم گرفتند نیروهای نظامی خود در اسپانیا برای نبرد با کارتاژ را هرچه بیشتر تقویت کنند و شخصی جدید به‌جای کلودیوس نرو به آنجا بفرستند. مسئله این بود که چه‌کسی را به آنجا اعزام کنند. یک چیز مشخص بود و آن این‌که ژنرال جدیدی که قرار بود جای برادران شیپیو را بگیرد باید با دقت و وسواس فراوان انتخاب می‌شد. این‌چنین بود که وقتی دو کنسولِ آن سال مجمع چنتوراتا را تشکیل دادند تا امر انتخاب پروکنسولی که قرار بود به اسپانیا فرستاده شود را انجام دهند، منتظر بودند تا کسی که شایستگی کاندیداتوری پروکنسولی اسپانیا را داشته باشد، خود را معرفی کند امّا کسی جلو نیامد.
در این حال و احوال بود که جوانی به نام پوبلیوس کورنلیوس شیپیو، فرزند پوبلیوس کورنلیوس نامبرده و برادرزادهٔ گنایوس کورنلیوس، جلو آمد. وی تنها ۲۴ سال سن داشت امّا موفق شد به پروکنسولی اسپانیا انتخاب شود. بدین‌ترتیب در پایان سال روانه اسپانیا شد. مارکوس یونیوس سیلانوس و هم‌رزم معتمدش گایوس للیوس وی را همراهی می‌کردند. شیپیو با سی ناوگان متشکل از کوینکوریمی از مصب رود تیبر گذشته و در شهر امپوریس در شمال شرق اسپانیا پیاده شد. پس از آن‌که فرمان داد ناوگان به‌موازات وی در طول ساحل حرکت کند، خود با پای پیاده روانه تاراگونا (امروزه در ایالت کاتالونیا) شد، جایی‌که تمامی متحدان محلی را جمع‌آوری کرد. به فرستادگان متحدانش نیز با لحنی محکم، مطمئن و متقاعدکننده پاسخ داد، چیزی که مختص به شخصیّت خودش بود.
وی تاراگونا را ترک نمود تا سری به شهرهای متحدین و اقامتگاه زمستانی بزند. در این میان وی شهامت سربازان را مورد تمجید قرار داد، سربازانی که با وجود دو شکست سهمگین، حاکمیت بر استان را همچنان حفظ کرده و دشمن کارتاژی را به جنوب رود ایبرو پس‌رانده و از متحدین محلی‌شان دفاع کرده بودند. وی پس از آن‌که از قلمروهای شمال ایبرو بازدید به‌عمل آورد، به تاراگونا بازگشت تا نقشه حمله سال بعد را طراحی کند. پولیبیوس می‌گوید که وی به‌محض رسیدن به شبه‌جزیره ایبری شروع به جمع‌آوری اطلاعات مفصل از افراد مطلع راجع به شرایط دشمن نمود. اینچنین پی‌برد که نیروهای کارتاژی به سه ارتش منقسم شده‌اند، و شهر کارتاخنا برای دشمن دارای اهمیت بسیاری است.

## پیش‌درآمد
پس از پُرس‌وجو از کسانی‌که با شهر کارتاخنا به‌خوبی آشنا بودند، شیپیو پی‌برد که این شهر عملاً یگانه شهر شبه‌جزیره ایبری است که دارای بندری مناسب جهت ناوگانی است، در موقعیت استراتژیک و کلیدی برای کارتاژی‌ها واقع شده، دشمن می‌توانست از لیبی مستقیماً روانه آنجا شود، دشمن در این شهر بخش اعظمی از ثروت خود و تمامی باروبنهٔ سربازانش را ذخیره کرده، گروگان‌هایی از شبه‌جزیره ایبری که به انقیاد خود کشانده را نیز در این شهر جای‌داده بود، و درنهایت، سربازانی که برای دفاع از این شهر مهم گماشته شده بودند، تنها حدود هزارنفر بوده و مابقی جمعیت شهر متشکل از افزارمندان، کارگران و ملوانان بود، کسانی‌که تقریباً از هرگونه تخصص نظامی بی‌بهره بودند.
پوبلیوس شیپیو که در طول کل زمستان ۲۰۹–۲۱۰ پیش از میلاد با دقت درپی جمع‌آوری اطلاعات بود راجع به موقعیت مکانی، ساختار دفاعی، و طبیعت مردابی که در شمال شهر واقع شده بود، اطلاعات کافی کسب کرد. او بواسطهٔ برخی ماهیگیرانی که در آنجا کارکرده بودند، مطلع شد که آن مرداب در بهترین حال دارای عمقی کم بوده، در بسیاری از نقاطش قابل‌گذر است، و همه‌روزه در طول غروب (جزر) آب آن تا حدودی فروکش می‌کند. شیپیو به این نتیجه رسید که اگر موفق شود دشمن را از این پایتخت اسپانیایی‌اش محروم کند، نه‌تنها وی را درمعرض خطر قرار داده، بلکه نقطه‌عطفی در جبهه جنگ اسپانیا ایجاد کرده‌است؛ اگر هم شکست بخورد، با ناوگان خود عقب‌نشینی خواهد کرد. اینچنین بود که درطول اقامت خود در اقامتگاه‌زمستانی تاراگونا، وقت و انرژی خود را وقف هرگونه تدارکات و آمادگی‌های لازم برای نبرد در بهار آینده کرد.
در آغاز بهار ۲۰۹ پیش از میلاد (و یا به‌عقیده لیویوس در 210) پس از آنکه ناوگان را در دریا مستقر ساخت و متحدین را در تاراگونا فراخواند، دستور داد که نیروی دریایی روم مشتمل‌بر کشتی‌های باری در نزدیکی دهانهٔ رود ایبر تجمع کنند. سپس فرمان داد که لژیون‌ها کمپ‌زمستانی را ترک و آنان نیز در نزدیکی دهانه این رود جمع شوند. وی سپس مجمع جنگی را فراخوانده و برای آنان، به‌ویژه برای کهنه‌سربازان بازماندهٔ شکست‌های پیشین، سخنرانی ایراد کرد:
هیچ‌کس قبل از من، بلافاصله پس از انتصابش به‌عنوان ژنرال، فرصت آن را نداشته که پیش از بهره‌گیری از سربازان خود [در نبرد] به‌خاطر لیاقت و شایستگی‌شان تشکر کند. تقدیر براین بوده که من، حتّی پیش از دیدن استان یا اردوگاه، باید از شما سپاس‌گزار باشم: اول از همه، بدین سبب که به پدرم و عمویم چه هنگام حیاتشان و چه پس از مرگشان وفادار بودید، دوم بدین سبب که به‌لطف شهامت شما، خواه به‌خاطر مردم رومی یا خواه به‌خاطر من که جانشین آن ژنرال‌های ازدست‌رفته شده‌ام، تسلط‌مان بر این ایالت (اسپانیا) که پس از آن شکست‌های فاجعه‌بار ظاهراً از دست‌رفته بود را محفوظ نگه‌داشتید.— Livy، XXVI, 41.3-5
شیپیو به سخنرانی خود ادامه داد، به‌آنان اعلام کرد باید خود را آماده کنند که نه‌تنها در اسپانیا باقی‌مانده، بلکه کارتاژی‌ها را از آن بیرون کنند، نه‌تنها مانع گذرکردن دشمن از ایبرو شوند، بلکه رومیان باید از این رود گذشته و جنگ را به جنوب رود منتقل کنند. هرچند که ممکن بود این نقشه با نگاه به خاطرهٔ شکست‌هایی که اندکی پیش متحمل شده بودند یا سن جوان فرمانده‌شان، بسیار گسترده یا متهورانه به‌نظر آید.
پولیبیوس می‌افزاید که شیپیو چند مزیت و برتری رومیان نسبت به دشمن را برشمرد، ازجمله این حقیقت که سه ارتش دشمن در اردوگاه‌های جداگانه به‌سرمی‌برند و از یکدیگر بسیار فاصله دارند. به‌این مزیت این را هم اضافه کرد که رفتار غرورآمیز کارتاژی‌ها سبب شده که بخشی از متحدین‌شان از آنان فاصله گرفته و سفیرانی به‌جانب روم بفرستند تا درباب معاهدات دوستی جدید مذاکره کنند.
حقیقت مهم‌تر این است که فرماندهان نیروی دشمن ــ که با یکدیگر در اختلاف هستند ــ احتمالاً نخواسته‌اند با متحدکردن نیروهایشان با ما بجنگند. همین امر به ما اجازه می‌دهد با آنان جداگانه جنگیده و موفق شویم به سادگی شکست‌شان دهیم؛ بنابراین به شما پند می‌دهم که تمام آنچه بهتان گفتم را در نطر داشته و رود [ایبرو] را بدون واهمه پشت‌سر بگذارید.— Polybius، X, 6.5-6.

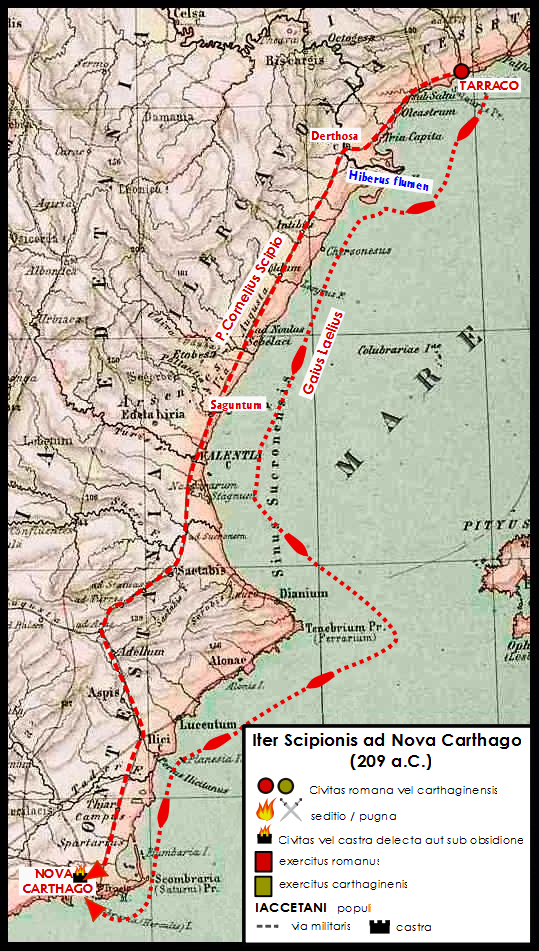
مسیر حرکت شیپیو آفریکانوس و نیروهایش از تاراگونا (در نقشه با عنوان Tarraco) به کارتاخنا (Nova Carthago). همان‌طور که دیده می‌شود گایوس للیوس نیز با ناوگان خود از سمت دریا به موازات وی به‌سوی کارتاخنا حرکت می‌کند.

شیپیو پس از آنکه با این نخستین سخنرانی‌اش دل و روح سربازانش را بدست‌آورد، مارکوس یونیوس سیلانوس را با ۳٬۰۰۰ پیاده و ۳۰۰ سواره در نزدیکی دهانهٔ رود ایبرو جاگذاشت تا استان را مدیریت نموده و از متحدینی که به روم وفادار بودند محافظت کند، آنگاه خود با باقی ارتش از رود گذشته و روانه جنوب آن شد. بسیاری از افراد به‌خاطر فاصلهٔ بسیار زیادِ میان سه ارتش کارتاژی، فرصت را برای حمله به نزدیک‌ترین ارتش کارتاژی مناسب دیدند، امّا شیپیو اعتقاد داشت که اینکار ریسک مواجه شدن با ارتشی سه‌برابر بزرگ‌تر را درپی‌دارد و خطرناک است؛ به‌جای آن ترجیح داد به‌سوی کارتاخنا (به لاتین: Nova Carthago به معنای کارتاژ نو) حرکت کند، جایی‌که مهم‌ترین شهر امپراتوری کارتاژ در اسپانیا بود و نقطه تماس مستقیم با کارتاژ محسوب می‌شد. این شهر همچنین سرشار از ثروت بوده و انبار تسلیحات وسیعی در آن ساخته شده بود و در آنجا اسلحه‌ها، پول و گروگان از سراسر اسپانیا نگه‌داری می‌شدند. پولیبیوس می‌افزاید:
[پوبلیوس شیپیو] درواقع تصمیم گرفته بود هیچ‌یک از آنچه به سربازان اعلام کرده بود را انجام ندهد؛ هدفی که در ذهن داشت این بود که به‌سرعت آن شهر ایبری که نامش کارتاخنا (کَرت هَدَشت) بود را محاصره نماید. هنگامی‌که خود را وقف آن [ایده] کرد، راه‌حل‌های ساده و آشنا را به‌کناری نهاد، [و با این‌کار] نقشه‌ای کشید که نه دشمنانش و نه دوستانش انتظار آن را نداشتند. تمام آنان (نقشه‌ها) به‌شکلی کاملاً صحیح و حساب‌شده طراحی شده بودند.— پولیبیوس، X, 6.8-12.
کارتاخنا تنها با یک پادگان کوچک محافظت می‌شد، چراکه کارتاژی‌ها به عنوان سلطه‌گران اسپانیایی که روبروی مدیترانه واقع شده بود می‌پنداشتند که این شهر به‌خاطر ساختار فیزیکی مکانش و دیوارهای دفاعی حجیمش نفوذناپذیر باشد. شیپیو که نه تنها از اهمیت اقتصادی این شهر بلکه از پیامدهای روانی که اشغال آن می‌توانست درپی داشته باشد آگاه بود، خود را به‌دقّت آماده یورش به آن کرد.
هیچ‌کس به‌جز گایوس للیوس از نقشه شیپیو آگاه نبود. وی از سوی شیپیو فرمان یافت ناوگانش را درطول ساحل براند، آن‌هم باسرعتی که وقتی نیروهای شیپیو از راه خشکی به بندرِ این شهر می‌رسند، بدانان ملحق شده باشد. هفت روز بعد رومیان همزمان از مسیر خشکی و دریا به کارتاخنا رسیدند، و روبروی شهر اردو زدند. شیپیو سپس فرمان داد که تنها عقبه آنان سنگربندی شود چراکه قسمت شمالی و جنوبی بواسطهٔ موانع جغرافیایی (به ترتیب مرداب و دریا) محافظت می‌شدند.

## نیروهای طرفین

### جمهوری‌روم
تیتوس لیویوس می‌گوید که شیپیو مارکوس یونیوس سیلانوس را با ۳٬۰۰۰ پیاده و ۳۰۰ سواره برای مدیریت و ریاست‌بر ایالت باقی‌گذاشت و خود نیز باقی ارتش مشتمل بر ۲۵٬۰۰۰ پیاده و ۲٬۵۰۰ سواره را به‌آنسوی ایبرو هدایت کرد. اساساً دو لژیون و دو سواره‌نظام ایتالیایی افزون‌بر سپاهی ۵٬۰۰۰ نفری از متحدین ایبریایی و سلت برای وی در دسترس بودند.
شیپیو یک ناوگان به فرماندهی معتمدترین ژنرال خود، گایوس للیوس، را موظف کرد به موازات نیروی زمینی‌اش، در دریا به‌سوی کارتاخنا حرکت کند. ناوگان متشکل از ۳۰ کوینکوریمی بود.

### کارتاژ
کارتاژی‌ها در شبه جزیره ایبری نیروهای خود را به سه بخش تقسیم کرده و پایگاه‌های خود را به‌قرار زیر مستقر کرده بودند:
- ارتش هاسدروبال برقی (برادر هانیبال برقی) در نزدیکی سائونتو و نه‌چندان دور از ایبرو قرار داشت؛
- ارتش هاسدروبال گیسکو در کادیس در نزدیکی دهانه رود تاگوس قرار داشت؛
- ارتش ماگو نیز در اورتانیا، (در مسیری‌که امروزه از لینارس به تربلاسکپدرو می‌پیوندد) مستقر بود.

تمامی آنان کمتر از ۱۰ روز پیاده‌روی از کارتاخنا دور نبودند.
شمار نیروهایی نیز که در کارتاخنا حضور داشتند، با توجه به‌آنچه تیتوس لیویوس نقل می‌کند، ظاهراً به ۲٬۰۰۰ شهروند مسلح و ۱٬۰۰۰ سرباز کارتاژی می‌رسید.

## جغرافیای محل محاصره

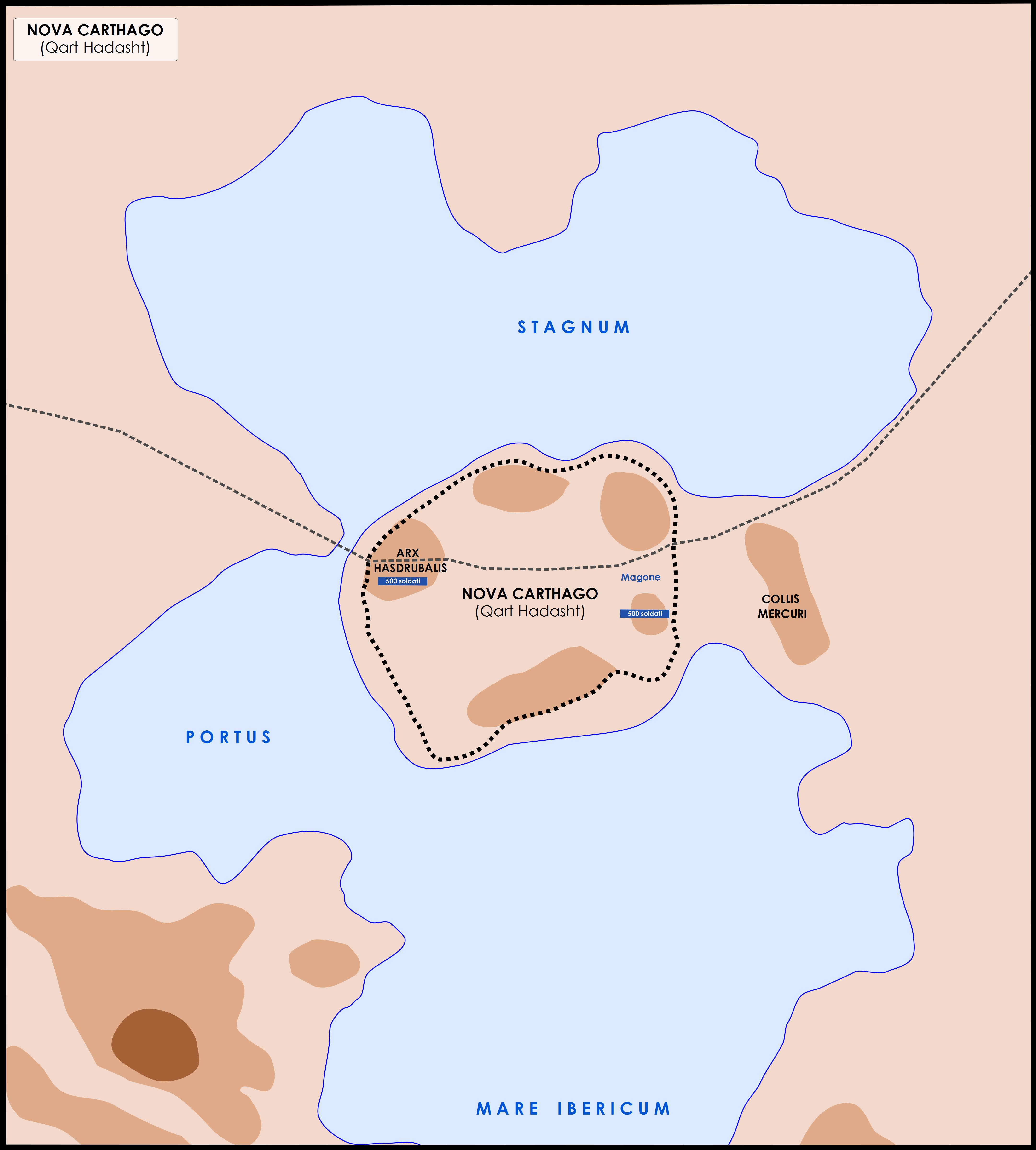
شهر کارتاژی کارتاخنا در اسپانیا. در شمال شهر مرداب (با عنوان stagnum) و در جنوب آن دریا (Mare Ibericum) واقع شده‌است.

شهر کارتاخنا چند دهه پیش توسط کارتاژی‌ها بنیان‌گذاری شده بود. موقعیّت آن برای دریانوردی مستقیم به شمال آفریقا (پایتخت امپراتوری کارتاژ در تونس بود) مناسب بود. این شهر مجهّز به یک بندر به‌قدر کافی بزرگ برای هر ناوگانی بود و شاید هم تنها بندری بود که بر سواحل شرقی شبه‌جزیره ایبری رو به مدیترانه واقع شده بود. این شهر در خلیجی در نیمهٔ شبه‌جزیره ایبری واقع شده بود، خلیجی که عمق آن توسط پولیبیوس حدود بیست استادیا و عرض آن در ورودی حدود ده استادیا تخمین زده می‌شود. در این خلیج عمیق یک شبه‌جزیره بیرون‌زده‌است و در همین شبه‌جزیره است که شهر کارتاخنا واقع می‌شود. قسمت جنوبی این شهر مستقیماً توسط دریا (در نقشه با عنوان mare Ibericum) محافظت می‌شود و قسمت شمالی‌اش نیز توسط یک آبگیر یا مردابی وسیع (در نقشه با عنوان stagnum). یک تپه بزرگ حدود دویست‌وپنجاه قدم (۳۷۰ متر) شهر را به خشکی مرتبط می‌کرد. اینچنین بود که به‌شدّت محافظت‌شده بوده و با یک حمله مستقیم به آسانی قابل فتح نبود. قسمت جنوبی این شهر صاف و مسطح بود امّا دیگر نقاطش مملو از تپه‌ها بودند.

## آرایش نیروها
پوبلیوس کورنلیوس شیپیو می‌خواست به دشمن وانمود کند که امنیت دارد و نیز راه عقب‌نشینی خود را باز بگذارد تا هر موقع لازم شد پس از حمله اقدام به عقب‌نشینی کند. اردوگاه رومیان از جنوب توسط دریا (در نقشه با عنوان mare Ibericum) و از سمت شمال توسط آبگیر (در نقشه با عنوان stagnum) به‌طور طبیعی حفاظت می‌شد، بی‌آنکه نیازی به استحکامات اضافی باشد.
پس از آنکه کارهای ضروری استحکام‌بندی اردوگاه را به‌پایان رساند، ناوگان مملو از هرنوع وسیله پرتابی جنگی را به‌صف کرد تا تحت فرماندهی گایوس للیوس شهر را از سوی دریا محاصره کنند. آنگاه به اردوگاه بازگشت تا سربازانش را از طرح محاصره‌ای که خودش ساخته‌وپرداخته بود آگاه نماید. سپس مجمع جنگی را فراخوانده و گفت:
اگر کسی می‌پندارد که من صرفاً برای حمله به یک شهر شما را به اینجا آورده‌ام، خستگی و مشقت شما را بیش از سودی که از این اقدام (تصرف شهر) کسب خواهیم کرد، برآورد می‌کند. در حقیقت، شما به دیوارهای یک شهر حمله خواهید کرد امّا با [تصرف همین] یک شهر، سرتاسر اسپانیا را تصرف خواهید کرد.— تیتوس لیویوس، XXVI, 43.3
شیپیو اضافه کرد که در این شهر گروگان‌هایی از تمام پادشاهی‌ها و مردمان والاتبار محبوس شده‌اند. اگر اینان به‌دست ما رومیان بیفتند، محتملاً باید به ما پاسخ [مثبت] بدهند و نه به کارتاژی‌ها. افزون‌برآن در شهر تمامی خزانه دشمن نگه‌داری می‌شود و بدون آنان دشمن قادر به ادامه جنگ و حفظ مزدورانش نخواهد بود. در کارتاخنا (به لاتین: Nova Carthago) همچنین ماشین‌جنگی دشمن، اسلحه و هرنوع آلات جنگی دیگر وجود دارند که می‌توانند ارتش روم را تجهیز کنند و بدینگونه دشمن از منابع سرشاری محروم شود. این شهر می‌تواند به‌عنوان بندر نیز عمل کند، به‌عنوان پایگاهی برای عملیات‌های نظامی ضروری. وی سپس چنین نتیجه‌گیری کرد:
این شهر، استحکاماتش، انبارغله‌اش، خزانه‌اش، و انبارمهماتش همگی از آن وی (دشمن) هستند. کشتیرانی از آفریقا به این بندر بصورت مستقیم است، و تنها ورودی میان پیرنه و گادیس می‌باشد. از همین‌جاست که آفریقا سرتاسر اسپانیا را تهدید می‌کند.— تیتوس لیویوس، XXVI, 43.8
وی به هرکس که در بالا رفتن از دیوارها پیشقدم شود وعده جایزه تاج‌دیوارنما و نیز به کسانی‌که در جنگ از خود رشادت نشان دهند وعده جوایز نظامی سنتی را داد. شیپیو افزود که این ایده توسط پوزئیدون در رؤیا به‌وی الهام شده‌است. با این آخرین کلمات، سربازانش سرشار از اشتیاق و انگیزه شده و آماده نبرد با دشمن فنیقی شدند.
فرماندار کارتاژی شهر ماگو نام داشت. زمانی‌که مشاهده نمود که نیروهای رومی خود را برای محاصرهٔ شهر از مسیر دریا و خشکی آماده می‌کنند، نیروهای خود را به‌قرار مقابل چیدمان کرد: ۲٬۰۰۰ سرباز را در برابر باریکه خاکی و اردوگاه رومیان قرار داد؛ ۵۰۰ سرباز در دژ (قسمت غربی شهر) و ۵۰۰ تای دیگر در تپه‌ای که واقع در شرق شهر بود، قرار داد (به نقشه نگاه کنید)؛ سپس به شهروندان فرمان داد گوش‌به‌زنگ بوده و درصورت شنیدن هر صدای بلند یا مشاهده هرگونه امر غیرعادی و غیرمنتظره به‌آنجا بدوند.

## نبرد

### نخستین یورش

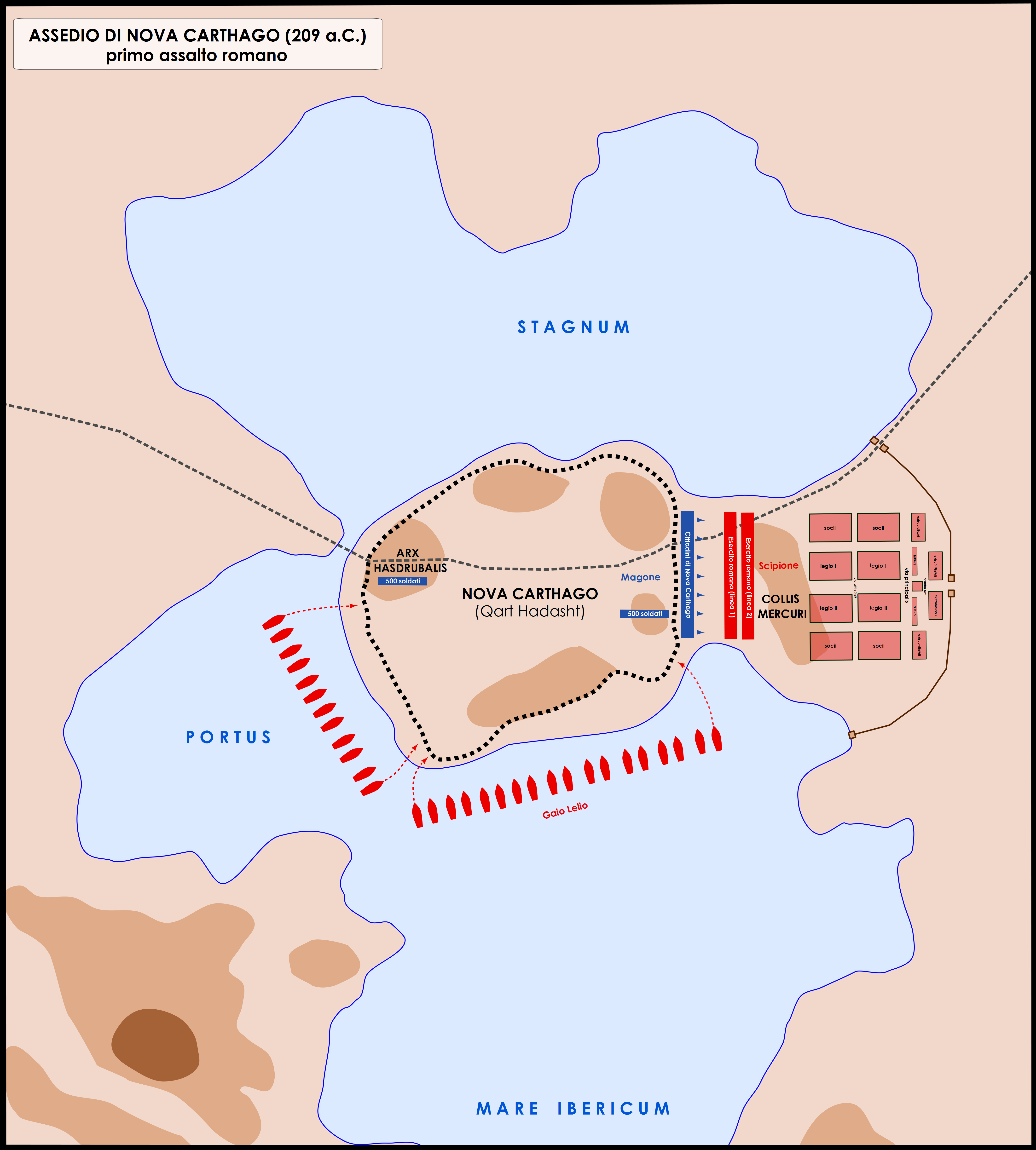
لژیون‌های رومی (قرمز) در برابر نیروهای کارتاژ در باریکه خاکی واقع شده‌اند. شهر از ناحیه جنوب و جنوب-غربی توسط ناوگان گایوس للیوس نیز محاصره شده‌است.

ماگو دروازه‌های شهر را باز کرد و به شهروندانی که آنان‌را به‌خط کرده بود دستور خارج شده و در مسیری بروند که به اردوگاه دشمن هدایتشان کرد. رومیان در عوض، تحت فرماندهی شیپیو، به‌قدری عقب‌نشینی کردند که به آن نیروهای تقویتیِ حاضر در اردوگاهشان که قرار بود درطول نبرد با آنان تعویض شوند، نزدیک‌تر باشند. درابتدای نبرد نیروها خود را با نیروهایی برابر (۲٬۰۰۰ نفر از هر طرف) و در محیطی تنگ (باریکه خاکی) دیدند.
سپس نیروهای تقویتی رومی که از اردوگاه نزدیکشان مداوماً برای جایگزینی با خطوط مقدم رومیان فرستاده می‌شدند، دشمن را وادار به عقب‌نشینی بی‌نظم کردند. بسیاری از پُست‌های نگهبانی و بخشی از دیوارها براثر وحشت و عقب‌نشینی خالی شدند. هنگامی‌که شیپیو ــ پس از آن‌که خود را به بالای تپه‌ای که به نام مرکوری خوانده می‌شد رسانید ــ مشاهده کرد که دیوارها در بسیاری از نقاط عاری از مدافعان هستند، فرمان داد که تمامی سربازانش از اردوگاه خارج شده و نردبان‌ها را باخود بیاورند تا محاصره را شروع کنند.
شیپیو، به‌لطف محافظت با سپر توسط سه جوان نیرومند لژیونر، خود را تا نزدیکی دیوارهای شهر رساند تا روحیه سربازانش را برانگیزد. این رفتار فرمانده‌ی‌کل‌قوا، به حملات زمینی رومیان جان تازه‌ای بخشید. درهمان هنگام، آن بخش از شهر که روبروی دریا بود (جنوب‌شهر) مورد یورش ناوگان تحت امر گایوس للیوس واقع شد. هنگامی‌که ناوگان سررسید و پلکان‌های نردبانی و نیز سربازان را فوراً پیاده کرد، میان سربازان بر سر این‌که چه‌کسی سریعتر حمله را آغاز می‌کند (از دیوارها بالا می‌رود) رقابت درگرفت و همین امر سبب آشفتگی و بی‌نظمی میان خودشان شد.
ماگو از این دیرکرد بهره‌جُست و دیوارها را از مردان مسلح پُر کرد، جایی‌که همچنین پرتابه‌های فراوان در آن قرار داد. افزون‌برآن، دیوارها بسیار بلند بودند و تنها تعداد اندکی از نردبان رومیان می‌توانستند از حیث بلندی با آن برابری کنند. شایان ذکر است رومیانی که موفق می‌شدند به بالاترین پلکان نردبان‌ها برسند، اغلب براثر وزن بیش‌ازحد باعث شکستگی آن می‌شدند. در دیگر موارد، این سرگیجه بر اثر ارتفاع بود که مهاجمان را می‌کُشت.
هنگامی‌که مدافعان از دیوارها شروع به پرتاب میله‌ها و دیگر آلات از این قبیل به‌روی رومیان کردند، همگی آنان از نردبان منحرف و به زمین پرت می‌شدند. با این‌حال، هیچ‌کس نمی‌توانست جلوی حرارت و اشتیاق رومیان را بگیرد؛ برعکس درحالی‌که اولین مهاجمان به زمین می‌افتادند، جایگزین‌های آنان خود را به نردبان‌ها رسانده و آماده بالا رفتن از آنها بودند؛ و چون روز سپری می‌شد و سربازان بر اثر تلاش بسیار فرسوده بودند، فرمانده (پوبلیوس شیپیو) نیروها را با [دمیدن در] ترومپت فراخواند.— پولیبیوس، X, 13.9-11
درحقیقت شیپیو که به دشواری شدید [محاصره] پی برده‌بود، فرمان عقب‌نشینی داد، و بدین‌گونه نه‌تنها درمیان محاصره شدگان امید به وقفه (استراحت) ایجاد کرد، بلکه حتّی این امید نیز پدید آمد که شهر بتواند در حملات بعدی نیز از خود بهتر دفاع کند. درعوض، رومیان پی به دشواری‌های عملیات‌نظامی محاصره بردند و همچنین این وقفه به سه فرمانده کارتاژی مهلت کافی می‌داد تا به یاری کارتاخنا بشتابند.

#### یورش نهایی

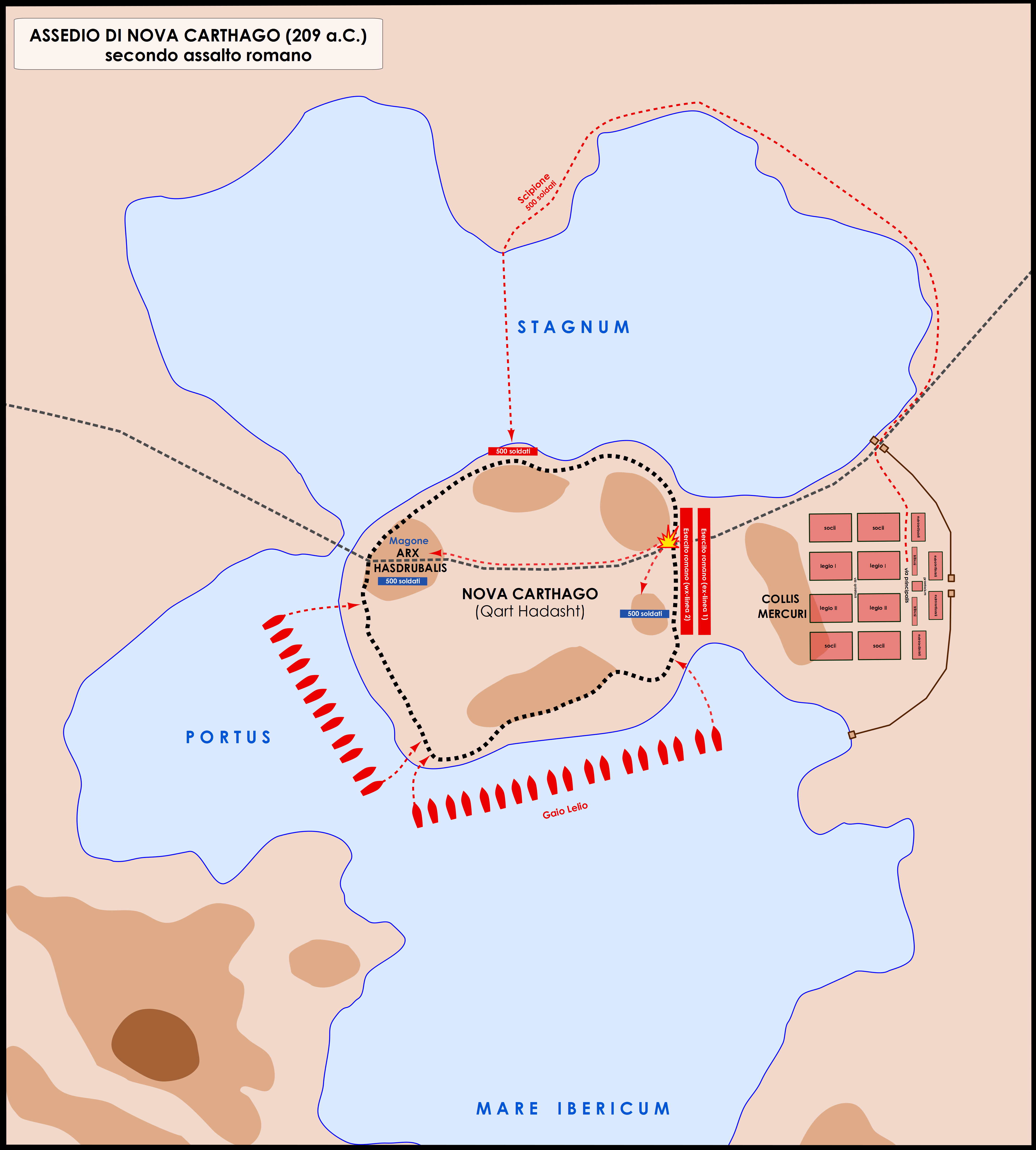
شیپیو با پانصد لژیونر از مسیر مرداب (stagnum) در شمال شهر گذشته و وارد شمال می‌شود. به‌علاوه در بخش شرقی شهر (چنان‌که با نماد آتش‌نشان داده‌شده) نبردی درگرفته است. ناوگان گایوس للیوس نیز همانند مرتبه‌قبل از جنوب و جنوب-غربی شهر را محاصره می‌کند.

شیپیو فرمان داد که سربازان خسته و مجروح نردبان‌ها را به آنان‌که بیشتر استراحت کرده و سالم هستند تحویل دهند تا برای حمله جدید تجدید نیرو کنند.
[شیپیو] در نزدیکی دروازه شهر و بر روی باریکه خاکی نیروهایی تازه‌نفس مستقر ساخت، و آنان را تحریک و تشجیع کرده و [میان آنان] تعداد حتّی بیشتری نردبان نسبت‌به دفعه قبل توزیع کرد؛ به‌طوری‌که همان قسمت دیوارها کاملاً تحت محاصره قرار گیرند و از آن‌ها بالا بروند.— پولیبیوس، X, 14.3
وی همچنین بواسطهٔ عده‌ای از ماهیگیران اهل تاراگونا ــ که با قایق‌های کوچک در مرداب بزرگی که در شمال شهر واقع بود (در نقشه با عنوان stagnum) گشت‌وگذار می‌کردند ــ مطلع شد که آب آن مرداب (برکه) بر اثر جزر درحال کاهش بوده و به‌آسانی می‌شد با پای پیاده به دیوارها رسید. این ژنرال رومی، که مهیای بهره‌گیری از هرگونه فرصت برای تصرف «پایتخت» اسپانیایی کارتاژ بود، به پانصد لژیونر فرمان داد نردبان آورده و دنبالش بیایند.
هنگامی‌که پائین‌رفتن آب دریا (جنوب شهر) براثر جزر سبب پائین رفتن آب برکه (شمال شهر) نیز شد، تقریباً در حدود نیم‌روز یک باد نیرومند ترامونتان وزیدن گرفت که آب برکه را درهمان مسیر جزر حرکت داد و بدین‌گونه بستر دریا فاقد آب شد، به‌گونه‌ای که دربرخی از نقاط، آب از ناحیه خاصره و در برخی نقاط نیز از زانوها فراتر نمی‌رفت. شیپیو این حادثه طبیعی را به شفاعت (میانجی‌گری) الهی نسبت داد که در عرف رومیان معمول بود؛ بنابراین به سربازان خود دستور داد از خداوندگار نپتون به عنوان راهنمای این ماجراجویی پیروی کرده و مرداب واقع در شمال شهر را با پای پیاده دور زده و به دیوارهای شمال شهر برسند (رجوع شود به نقشه).
درحالی‌که پیشروی شیپیو و عده‌ای از افرادش درطول مرداب شروع می‌شد، شیپیو به سربازان دستور داده بود به حملات خود به دیوارهای شهر از سمت جنوب با نردبان‌ها ادامه دهند، باوجود آن‌که می‌دانست این تلاش طاقت‌فرسا خواهد بود. دراینجا لژیون‌های رومی صرفاً با مانع بلندیِ دیوارها روبرو نبودند، بلکه می‌بایست با بارانی از پرتاب مرگ‌بار دارت‌ها (نوعی نیزه)، به‌خصوص از سوی جناحین، نیز رویارو شوند.
به‌محض آن‌که فرمان حمله [ی مجدد] صادر شد، مهاجمین پس از آنکه نردبان‌ها را به دیوارها تکیه دادند، شروع به بالا رفتن از هرسوی نمودند. به‌هرحال در داخل شهر ارعاب بزرگ و ناآرامی قابل‌توجهی پدیدار شد، چراکه مدافعان [ــِــ شهر]، که می‌پنداشتند از اوضاع سخت [ــِــ پیشین] خلاصی یافته‌اند، در این حملاتِ جدید خطری قریب‌الوقوع می‌دیدند. آنان با مشقت فراوان تا حد ممکن ایستادگی نمودند، آن‌هم به‌رغم اینکه مهمات شروع به تمام شدن نموده و بر اثر تلفات سهمگین دلسرد و مأیوس شدند.— پولیبیوس، X, 14.4-6
در همان‌حال که حملات زمینی با نردبان‌ها در طول باریکه‌خاکی (در قسمت شرقی شهر) ادامه داشتند، پدیده جزر آغاز شد. آب مرداب (شمال شهر) به تدریج شروع به عقب‌روی کرد و به‌سوی دریا (جنوب شهر) سرازیر می‌شد؛ به‌طوری‌که هرکس این پدیده را بدون داشتن اطلاع قبلی از آن مشاهده می‌کرد، آن را باور نمی‌کرد. در این‌حال، پوبلیوس شیپیو به پانصد نفر از سربازانی که از قبل آماده کرده بود دستور داد وارد مرداب شده و ترسی نداشته باشند.
[پوبلیوس شیپیو] استعدادی مادرزادی در تزریق شهامت [در سربازانش] و خلق [احساس] همذات‌پنداری عمیق در اینان داشت [...]. در این شرایط، هنگامی‌که اینان شروع به انداختن خود در مرداب کردند تا بایکدیگر مسابقه دهند [که چه‌کسی به شمال شهر می‌رسد]، لژیون‌های ارتشش این احساس (توهم) را داشتند که تمامی این‌ها باید ناشی از شفاعت (میانجی‌گری) الهی بوده باشند. آنان با یادآوری آنچه که پوبلیوس [شیپیو] در گذشته به‌آنان گفته بود و به شفاعت پوزئیدون نسبت می‌داد، احساس تولد چنان شهامتی می‌کردند که سریع به دروازه (شمال شهر) رسیدند.— پولیبیوس، X, 14.10-12
اینچنین بود که پانصد سرباز رومی که شیپیو شخصاً آنان را به آن آبگیر (مرداب) واقع در شمال شهر برده بود موفق شدند به سهولت و سرعت بسیار درب را شکسته و از دیوارها بالا بروند، چراکه این قسمت شمالی شهر سنگربندی و مستحکم نشده بود، زیرا کارتاژی‌ها می‌پنداشتند که به‌واسطهٔ آن مانع طبیعی (مرداب) خودبه‌خود محافظت می‌شود. افزون‌بر آن پادگان چندانی در آن قسمت برای نگهبانی وجود نداشت زیرا همگی نیروها برای دفاع از قسمت شرقی شهر متمرکز شده بودند. پولیبیوس می‌افزاید هنگامی‌که اولین لژیون‌ها موفق شدند از دیوارهای قسمت شرقی بالا بروند، در اولین گام اقدام به پیشروی در طول آن نمودند و دشمنان اندکی نیز که برسر راه خود می‌دیدند را از میان می‌بردند. سپس هنگامی‌که به نزدیکی دروازه‌ها رسیدند، برخی از آنان از دیوارها پائین آمده و شروع به ازمیان‌بردن آن مانع چوبین (دروازه) کردند، درهمان‌حال رومیانی‌که بیرون بودند نیز شروع به رخنه به درون شهر کردند. دراین‌میان، آنانی‌که در باریکه خاکی (شرق شهر) با نردبان‌ها هنوز در تلاش برای بالا رفتن از دیوارها بودند، پس‌ازآنکه مقاومت مدافعان را در هم شکستند، تا قله دیوارها پیش‌رفتند.
پانصد لژیون رومی هم که از مرداب گذشتند، بی‌آنکه با نبرد سختی روبرو شوند، به شمال‌شهر راه یافتند و با شتاب به‌سوی دروازه شرقی شهر دویدند، جایی‌که کل نبرد درمی‌گرفت. کارتاژی‌ها که به‌قدر کافی سرگرم پس‌زدن توده رومیانی بودند که سعی می‌کردند از دیوارهای شرقی بالا بروند، متوجه نشدند که از جانب عقب نیز مورد هجوم دشمن واقع شده‌اند. مدافعان از نظر رومیان سرشار از هراس شده‌بودند. دیوارها فوراً ازسوی سربازان رومی اشغال شدند درحالی‌که دروازه شرقی شکسته شد و گله‌ای از لژیون‌های رومی به داخل شهر رسوخ کردند. آن‌هایی نیز که از طریق دیوارها وارد شهر شدند، پس از پائین آمدن از دیوارها شروع به قتل‌عام شهروندانی کردند که در مقابلشان ایستادگی می‌کردند؛ آن‌هایی که از طریق شکستن دروازه وارد شهر شدند توسط فرماندهانشان به‌صف شده و به‌سوی میدان اصلی حرکت کردند. آنان مشاهده کردند که کارتاژی‌ها در دو جهت متفاوت می‌گریزند؛ برخی به‌سوی تپه شرقی که در نزدیکی‌شان قرار داشت و دارای پادگانی از پانصد سرباز بود، و برخی دیگر به‌سوی دژ واقع در غرب که ماگو با سربازانی که از دیوارها عقب‌نشسته بودند به‌آنجا پناه برده بود. شیپیو برخی سربازان را فرستاد تا تپه شرقی را بگیرند و خود با بقیه سپاه روانه دژ غربی شد.
پوبلیوس [شیپیو] هنگامی‌که تشخیص داد مردانی که وارد شهرشده‌اند کافی هستند، تقریباً تمامی [آنان] را در برابر ساکنین شهر فرستاد، و فرمان داد هرکس که سر راه خود می‌بینند را بُکشند، امّا تا وقتی فرمان [غارت] داده نشده، شروع به غارت نکنند. رومیان معمولاً هرگاه شهری را تصرف می‌کردند این کار را با هدف ارعاب انجام می‌دادند؛ و اغلب نه‌تنها اجساد مردان مُرده مشاهده می‌شد بلکه [اجساد] سگان قطعه‌قطعه شده و دیگر حیوانات نیز.— پولیبیوس، X, 15.4-6
تپه با اولین حمله اشغال شد و ماگو که مشاهده می‌کرد دشمن اکنون همه‌جا پراکنده شده و شیپیو با ۱٬۰۰۰ فرد مسلح در حال پیشروی است و دیگر امید چندانی نیست، خود را افزون‌بر دژ و پادگان به رومیان تسلیم کرد. تا هنگامی‌که فرمانده کارتاژی تسلیم نشده بود قتل‌عام ادامه داشت و هیچ‌یک از جوانان مورد ترحم واقع نشد. پس از تسلیم، به کشتار پایان دادند و سربازان رومی غنایم را میان خود تقسیم کردند، غنایمی که بنابه گزارش تیتوس لیویوس مقدار قابل‌توجهی بود.

## پیامدها
فرماندهان کارتاژی پس از این شکست ابتدا کوشیدند اخبار اشغال شهر کارتاخنا را پنهان کرده و آن را مسکوت نگه دارند، امّا از آنرو که این حادثه بسیار آشکار بود بعدها کوشیدند این حادثه را کوچک و ناچیز جلوه دهند، و گفتند:
[...] صرفاً یک شهر اسپانیا با غافلگیری از دست‌رفت، تنها در یک روز، با حمله‌ای ناگهانی، تقریباً با یک ضربه؛ و در عوض جوانی مغرور و پر افاده، سرشار از خوشی مفرط بابت چنین موفقیّت ناچیزی، این [فتح] را همچون پیروزی بزرگی نشان می‌دهد [...]. و باوجودی‌که اینان چیزهایی هستند که برای مردم [ــِــ کارتاژ] نقل شدند، کارتاژی‌ها راجع به میزان نیروها و پیامدهایی که در نتیجهٔ از دست رفتن کارتاخنا واقع خواهند شد به خوبی آگاهند.— تیتوس لیویوس، XXVI, 51.12-14
متعاقب از دست رفتن پایتخت اسپانیای کارتاژی، رومیان کنترل سراسر سواحل شرقی شبه‌جزیره ایبری و دسترسی به معادن نقره آن و همچنین خزانهٔ کارتاژی که سربازگیریِ دوباره از میان ایبریایی‌ها را ممکن می‌ساخت، بدست آوردند.